# Порт-Саид
Порт-Саи́д (араб. بورسعيد‎ [boɾ.sæˈʕiːd], Бур-Саид) — город на северо-востоке Египта. Порт на Средиземном море у северного окончания Суэцкого канала. Административный центр губернаторства Порт-Саид. Население — 607 353 человек (2022). Развито рыболовство, химическая промышленность, производство сигарет и пищевая промышленность. Через порт Египет экспортирует хлопок и рис. Обслуживание Суэцкого канала, заправка проходящих судов. Морской курорт.
Город был основан в 1859 году на песчаной косе, отделяющей Средиземное море от солёного прибрежного озера Манзала. Первоначально строился как часть инфраструктуры канала. Быстро развился как свободный (беспошлинный) порт.
В городе сохранилось множество домов постройки XIX века.
Прототип статуи, впоследствии получившей название Статуи Свободы и ставшей символом США, первоначально планировалось установить в Порт-Саиде под названием «Египет, несущий свет в Азию», но тогдашнее правительство страны решило, что перевозка конструкции из Франции и установка являются для неё слишком дорогостоящими.
Порт-Саид прославился во время Суэцкой войны 1956 года, когда он в течение одного дня сопротивлялся англо-французскому морскому десанту; в связи с этим событием город иногда называют «египетским Сталинградом». В 1962 году Порт-Саид и Волгоград стали городами-побратимами.

## Климат
| Показатель                    | Янв. | Фев. | Март | Апр. | Май  | Июнь | Июль | Авг. | Сен. | Окт. | Нояб. | Дек. | Год  |
| ----------------------------- | ---- | ---- | ---- | ---- | ---- | ---- | ---- | ---- | ---- | ---- | ----- | ---- | ---- |
| Средний суточный максимум, °C | 17,4 | 17,9 | 19,4 | 22,5 | 25,1 | 28,2 | 30,0 | 30,3 | 28,8 | 26,7 | 23,0  | 19,4 | 24,1 |
| Средняя температура, °C       | 14,4 | 15,1 | 16,7 | 19,6 | 22,4 | 25,3 | 27,2 | 27,3 | 26,3 | 24,1 | 20,4  | 16,5 | 19,1 |
| Средний суточный минимум, °C  | 11,1 | 11,7 | 13,4 | 16,3 | 18,8 | 22,1 | 23,7 | 24,2 | 23,3 | 21,3 | 17,5  | 12,8 | 18,0 |
| Норма осадков, мм             | 18   | 12   | 10   | 5    | 4    | 0    | 0    | 0    | 3    | 8    | 7     | 16   | 83   |